# 필라델피아 국제공항
필라델피아 국제공항(영어: Philadelphia International Airport)은 미국 펜실베이니아주 필라델피아에 있는 국제공항으로 UPS 항공, 아메리칸 항공의 허브 공항으로 필라델피아의 동쪽에 위치해 있다.

## 역사
1925년에 펜실베이니아주 공군 조종사 훈련을 양성하기 위해 개항을 했으며 1927년 미국의 유명한 조종사인 찰스 린드버그가 필라델피아 뮤니시플 공항(영어: Philadelphia Municipal Airport)으로 개항했으나 터미널이 없어서 1940년까지 뉴저지주의 캠던 근처에 있던 비행장을 사용했다. 1945년에 최초로 아메리카 오버시스 항공(영어: American Overseas Airlines)이 유럽행 항로를 개설하면서 현재의 국제공항이 되었다.

## 연계 교통

### 도로 교통
- 자동차
- 버스
- 택시

### 철도 교통
- SEPTA에서 운영되고 있는 에어포트 라인 노선으로 탬플 유니버시티 역까지 연계한다.

## 같이 보기
- 30번가역